# Phoenicopterus ruber
Il fenicottero rosso (Phoenicopterus ruber Linnaeus, 1758) è un uccello della famiglia Phoenicopteridae.
Era considerato una sottospecie del fenicottero maggiore. Vive in Mesoamerica e nelle Galápagos e misura 120 cm circa.

## Distribuzione e habitat
Vive esclusivamente nel continente americano, in Florida, alle Bahamas, nello Yucatán, nelle Galápagos e nei Caraibi. Il numero di individui si aggira intorno a 90 000 esemplari.

## Sistematica
Veniva considerato conspecifico con il fenicottero rosa, ma le due specie sono state separate. In inglese viene chiamato "Caribbean Flamingo" (ovvero fenicottero dei Caraibi), ma visto che vive anche alle Galápagos, si sta rivalutando il nome.

## Galleria d'immagini

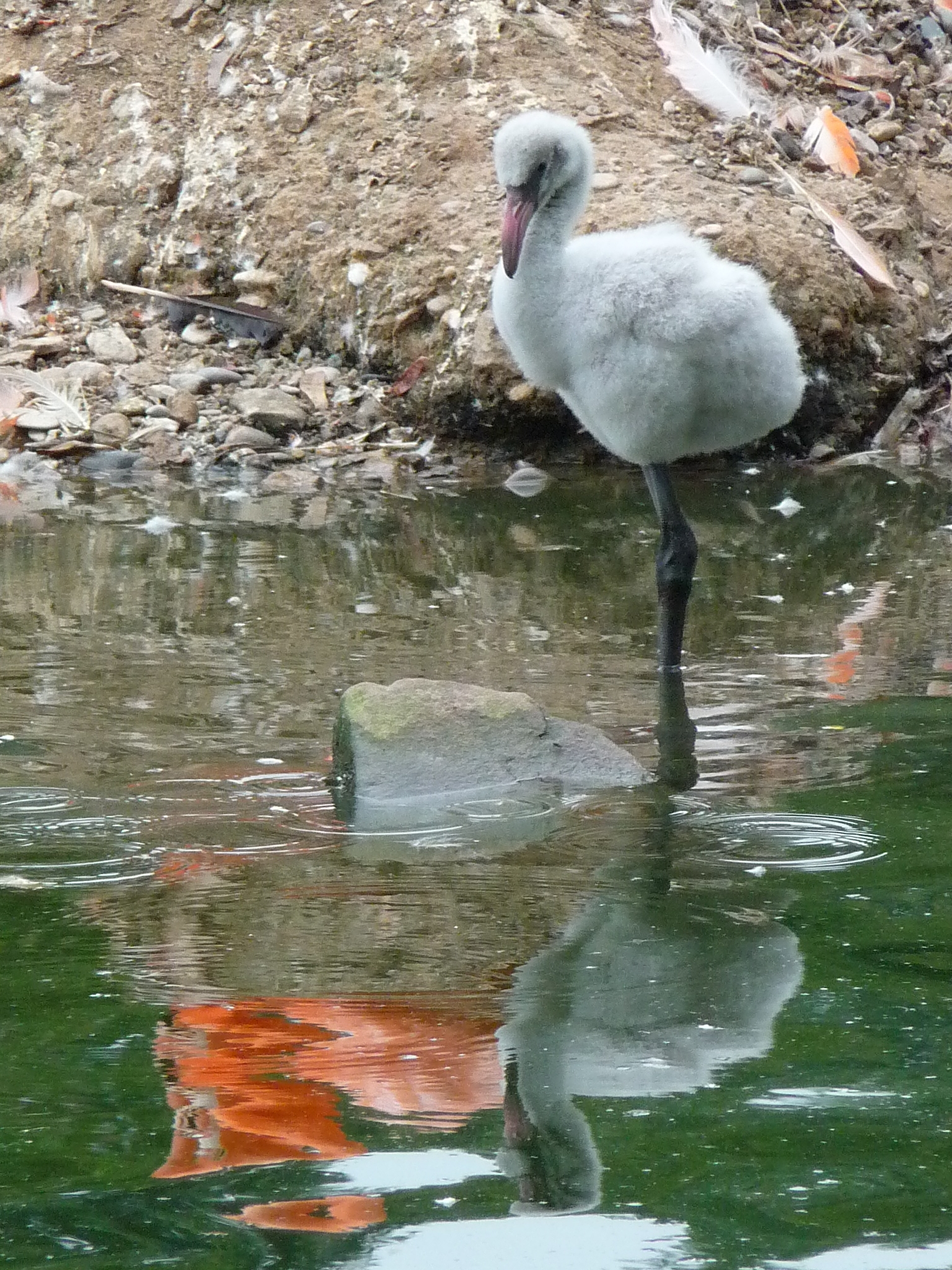
Un pulcino di Phoenicopterus ruber
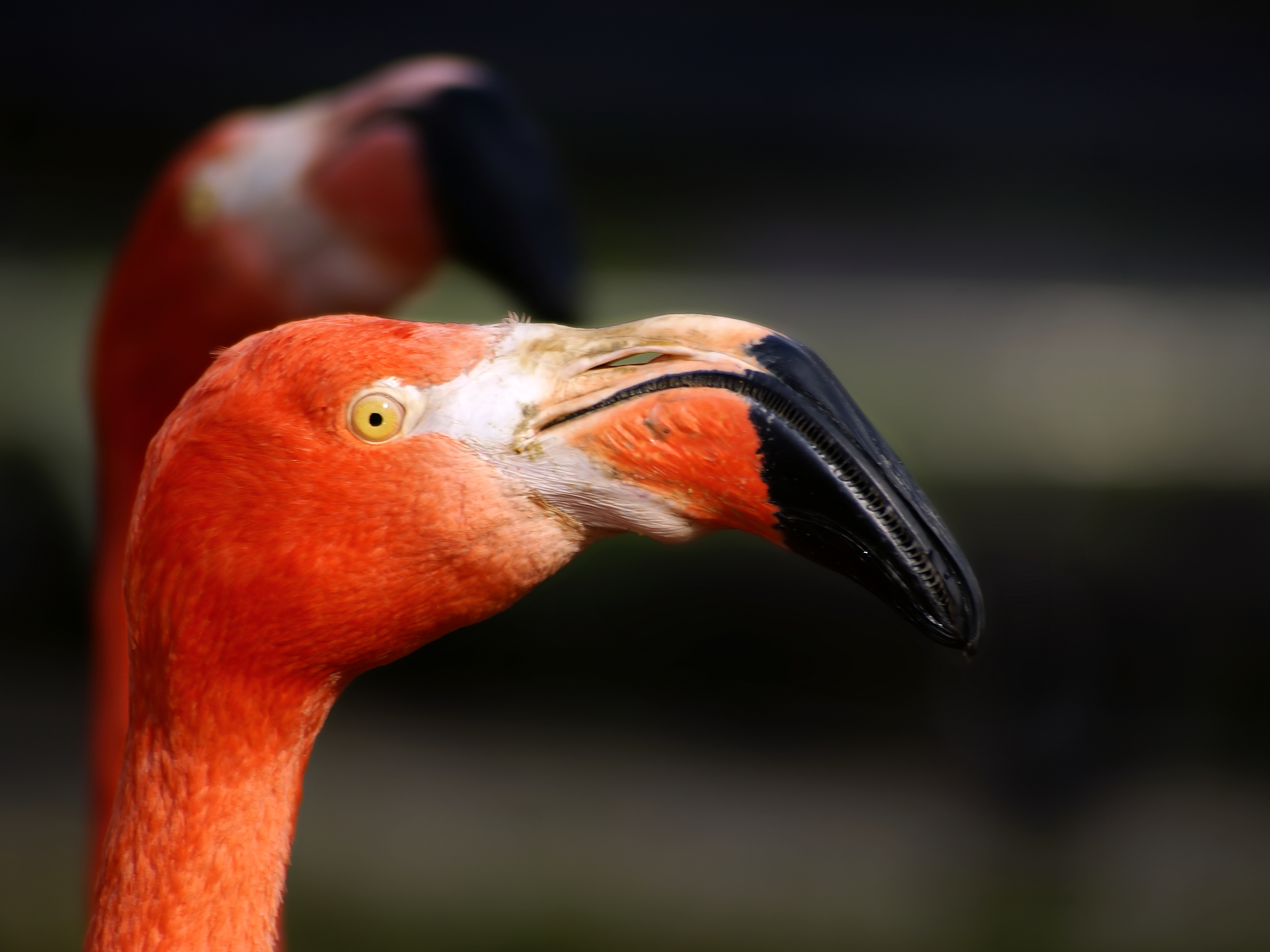
Primo piano di un Phoenicopterus ruber
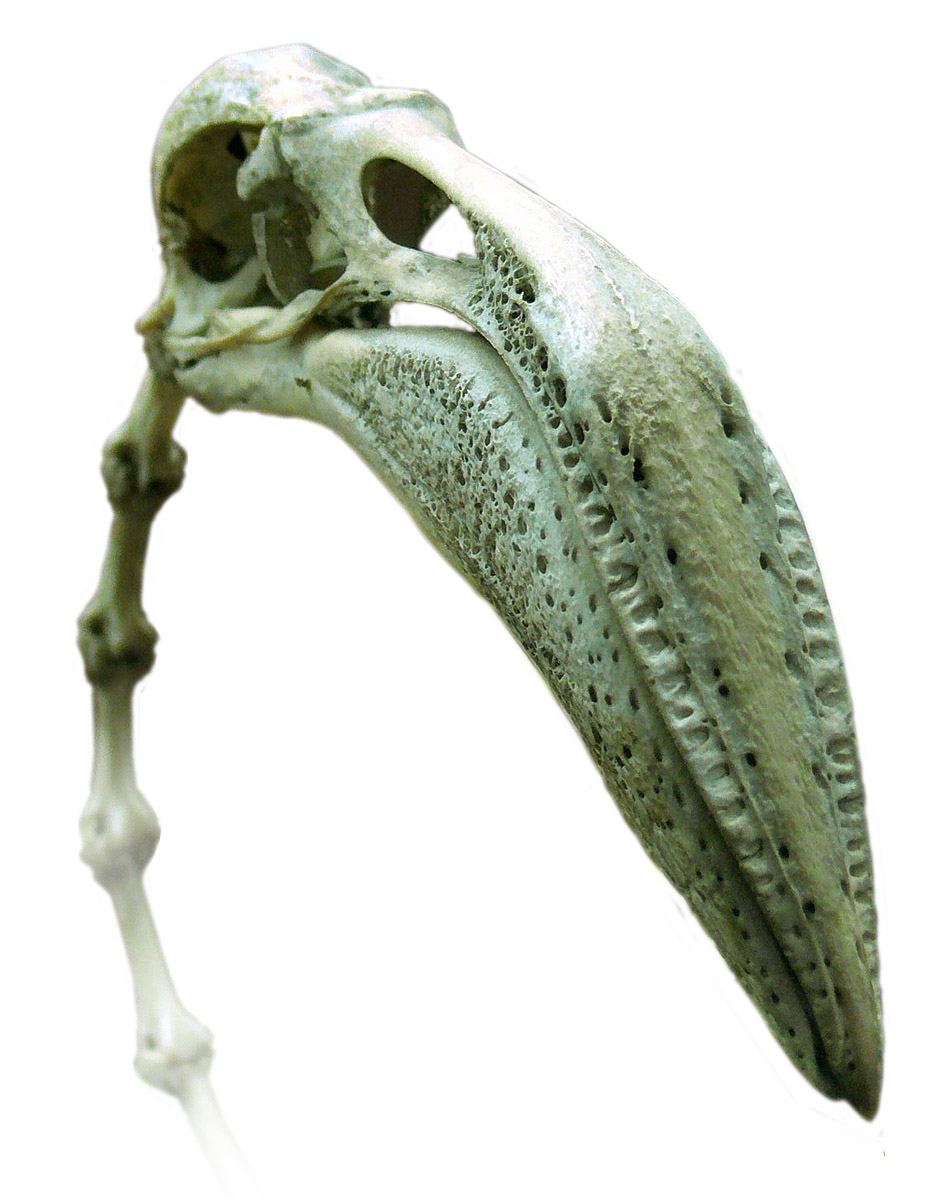
Particolare dello scheletro di un Phoenicopterus ruber
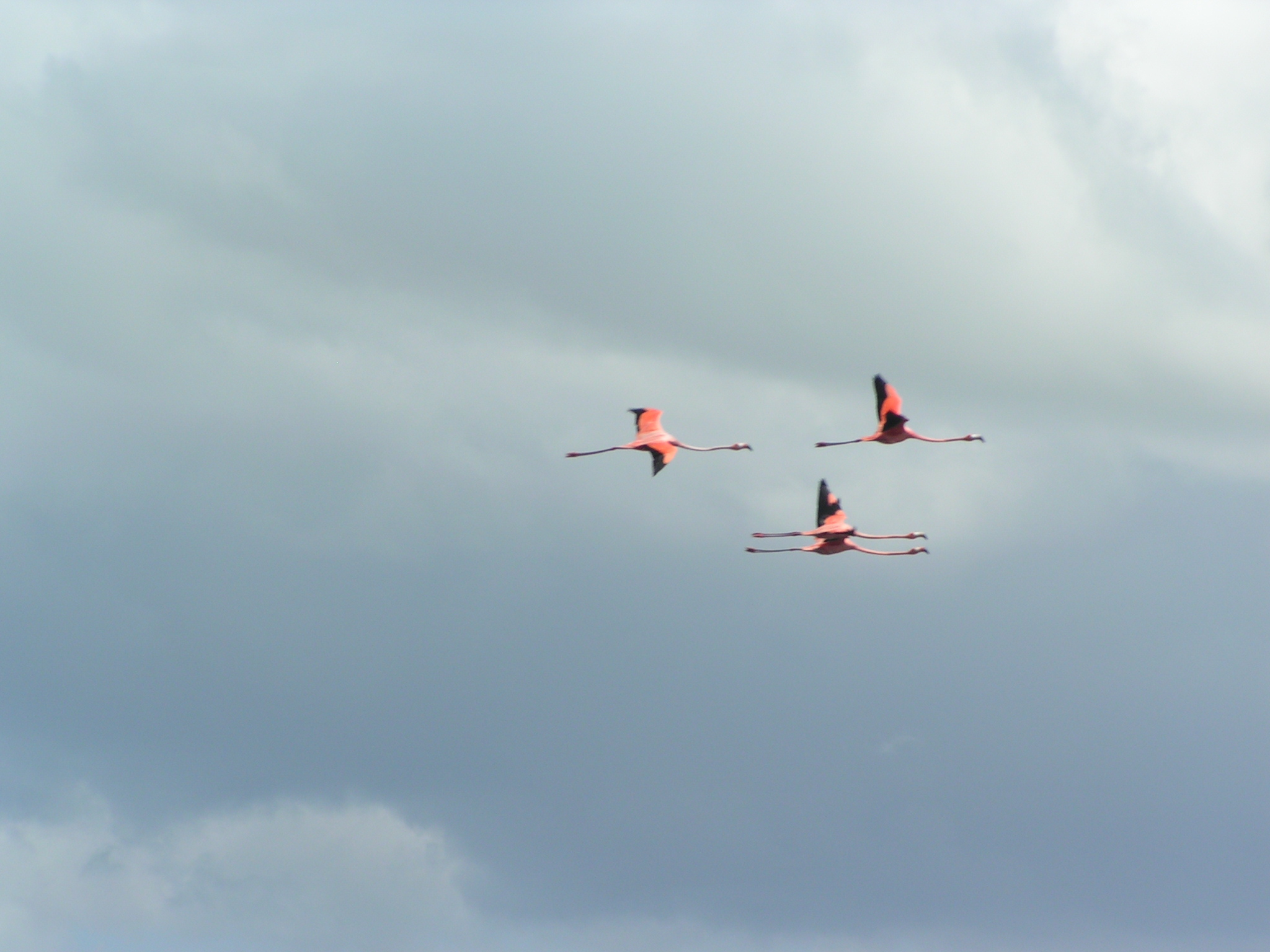
Quattro Phoenicopterus ruber in volo a Cuba
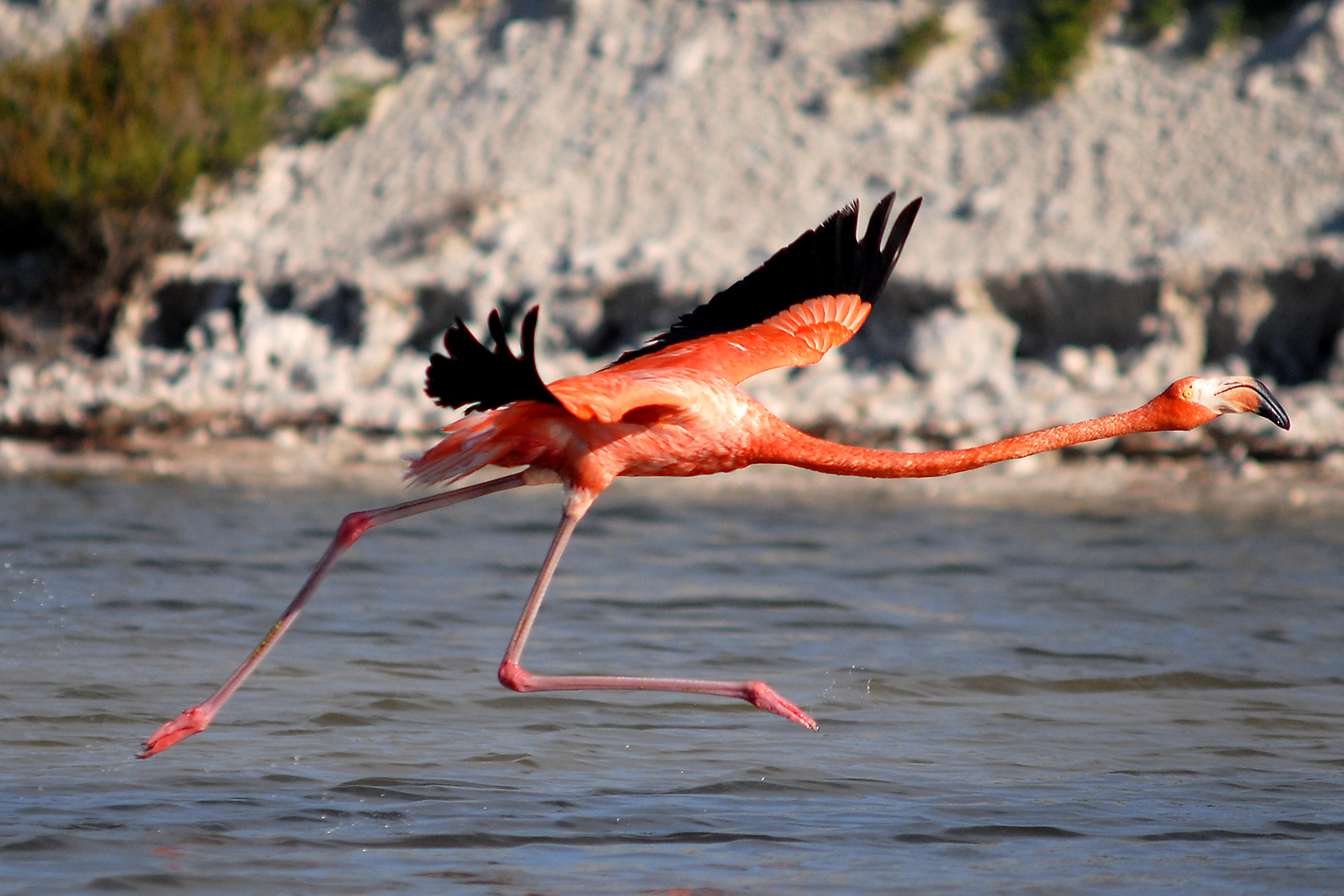
Un Phoenicopterus ruber che decolla
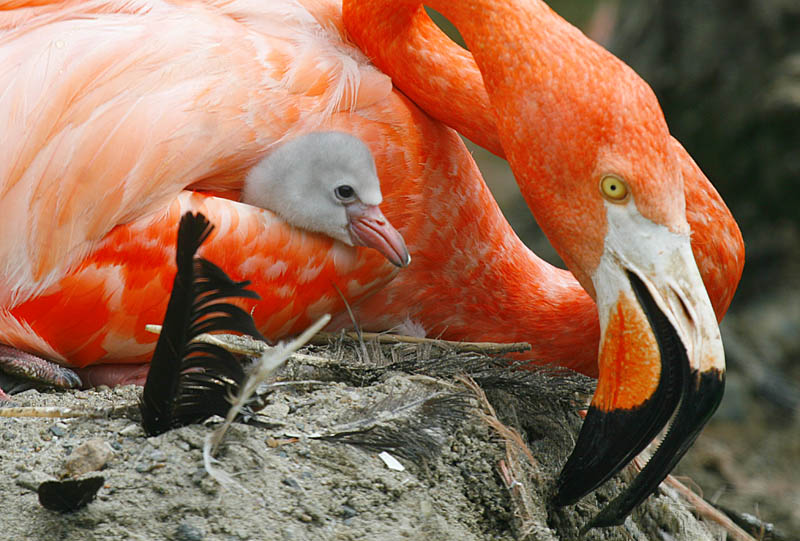
Phoenicopterus ruber con pulcino
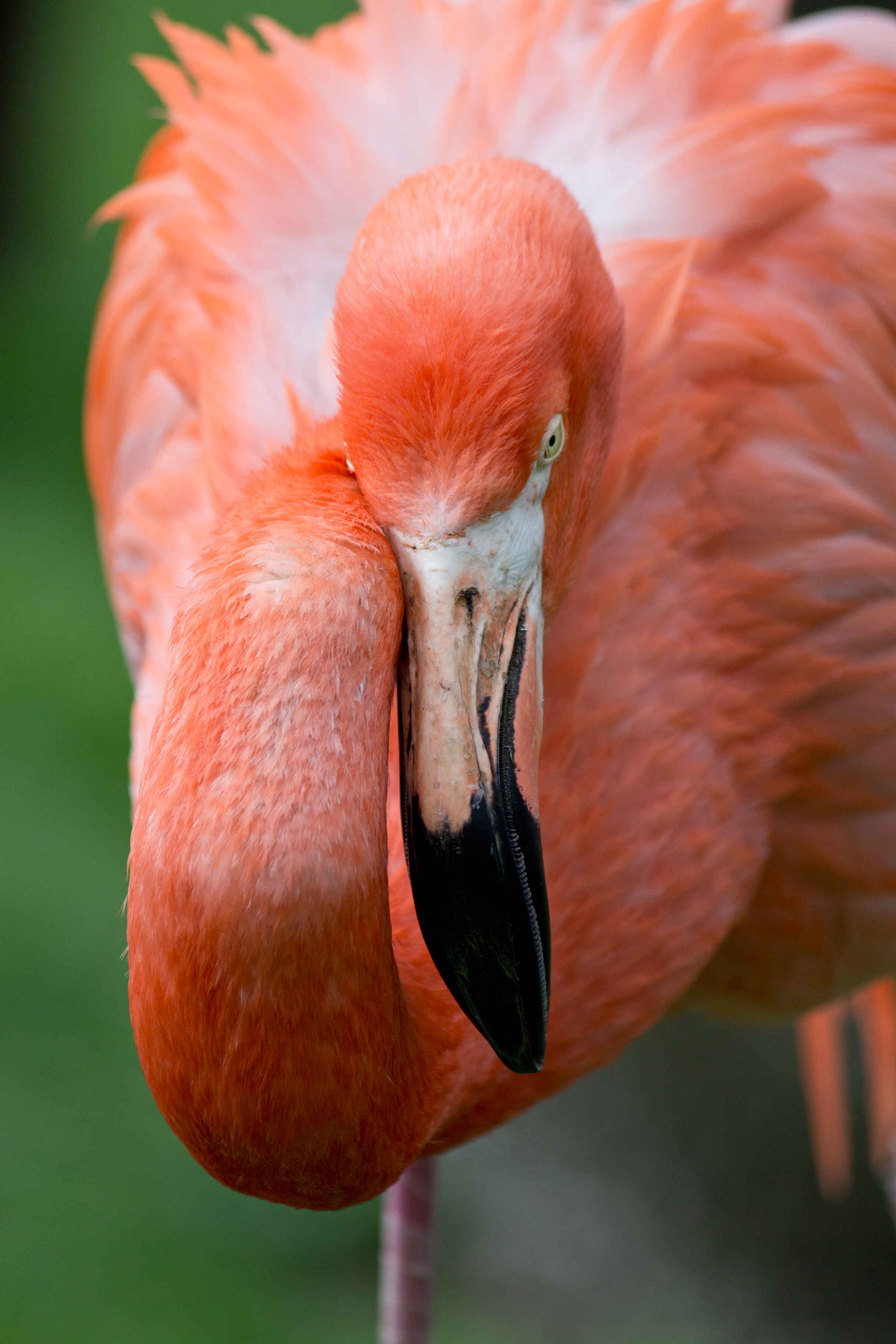
Primo piano di un Phoenicopterus ruber
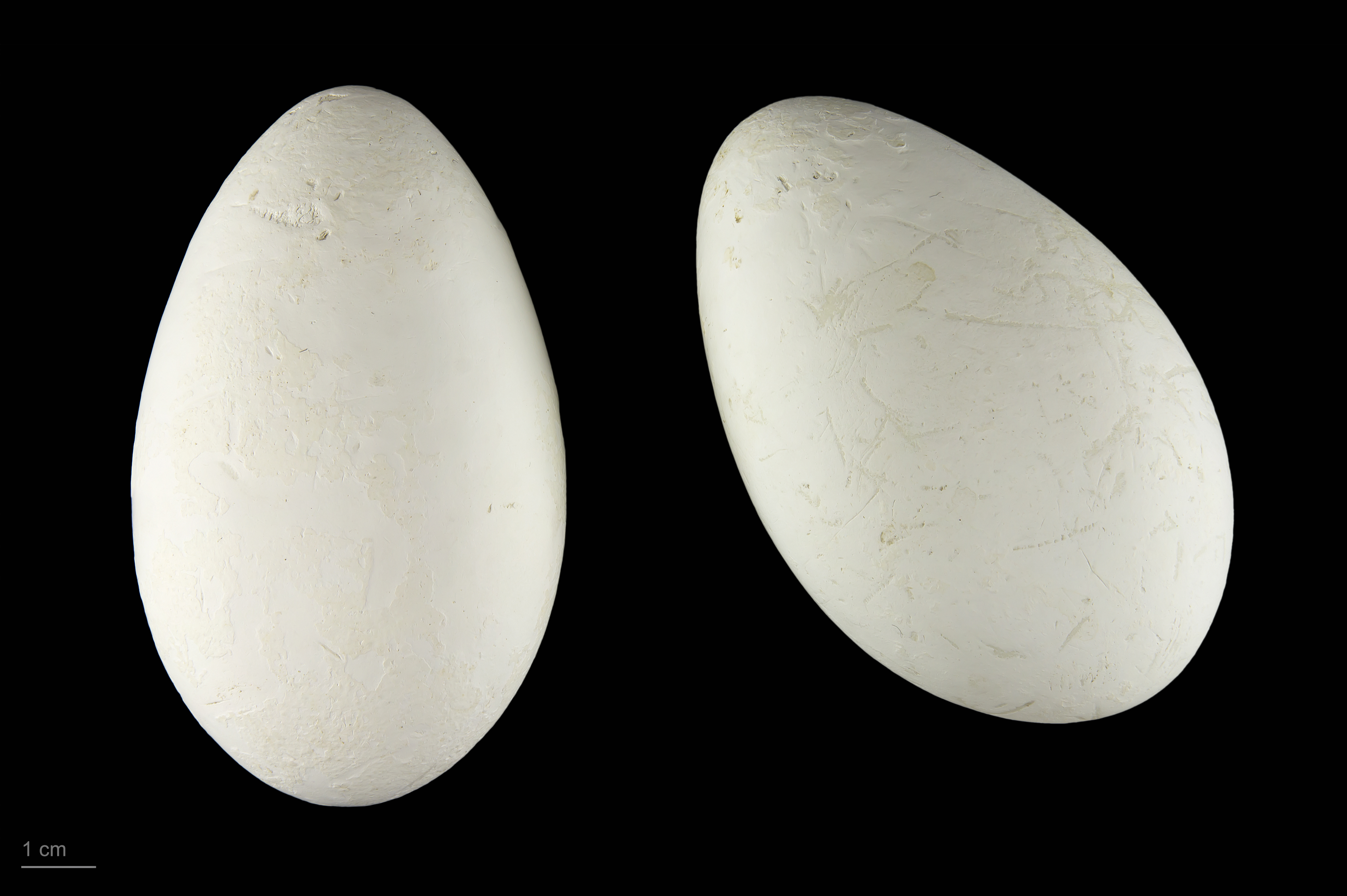
Museum specimen di uova di Phoenicopterus ruber -  France